# West Coast rap
El West Coast rap es un género regional de la Costa Oeste de los Estados Unidos, en oposición el East Coast rap de la Costa Este. El gangsta rap es un subgénero del West Coast rap, que se convirtió en dominante tanto en emisión de radio como en ventas durante los años 1990. Hacia el final de la década de 1990, el foco del hip hop volvió a redirigirse de nuevo hacia la Costa Este, así como a la escena en rápido crecimiento del sur.
El máximo exponente del rap de la costa oeste fue el fallecido 2pac. También otros raperos como Eazy-E, Dr. Dre, Ice Cube, Snoop Dogg, entre otros exponentes que también conformaron la edad de oro del hip hop.

## Historia

### Primeros años
Existe una teoría poco aceptada según la cual los cuatro elementos de la cultura hip hop, que incluyen B-boy, DJ, grafiti y MC, existían tanto en la Costa Este como en la Oeste de los Estados Unidos simultáneamente durante mediados de los años 1970. Esta teoría corre en oposición a la convicción universalmente aceptada de que todos los elementos fundamentales del hip hop nacieron y se cultivaron exclusivamente en la Costa Este, especialmente en la ciudad de Nueva York.
La escena de hip hop de la Costa Oeste comenzó en 1978 con la formación de Uncle Jamm's Army, que comenzaron bajo el nombre Unique Dreams Entertainment. El grupo estaba influenciado por Prince, east coast electro, Kraftwerk y Parliament-Funkadelic. En 1980, Uncle Jamm's Army se convirtieron en los mayores promotores de fiestas en LA. En 1983, el líder del grupo Roger Clayton, bajo la influencia del álbum de Funkadelic "Uncle Jam Wants You" cambió el nombre del grupo. 1984 fue el año en que Uncle Jamm's Army publicó su primer sencillo, "Dial-a-Freak", concediendo con la publicación por Egyptian Lover de su álbum "Nile". En la ciudad de Compton el exbailarín Alonzo Williams formó el grupo de electro hop World Class Wreckin' Cru junto a los futuros miembros de N.W.A Dr. Dre y DJ Yella. Williams fundó Kru-Cut Records y creó un estudio de grabación en la parte trasera de su discoteca Eve's After Dark. El club era el lugar al que solían acudir el camello local Eazy-E y Jerry Heller, así como otros raperos.

### Gangsta rap
Schoolly D, Ice-T y Moriah Rhunkie suelen citarse como los fundadores del gangsta rap. Varios años tras su aparición, el grupo de la ciudad de Compton N.W.A. debutó, contribuyendo a que el gangsta rap recibiera una atención mayor. En un momento dado, N.W.A. y su sello discográfico Ruthless Records recibieron una carta del Federal Bureau of Investigation (FBI) criticando su álbum de Straight Outta Compton por su temática lírica y contenido. Hacia los primeros años 1990, el gangsta rap se había convertido en la forma de hip hop más común en la Costa Oeste, comprendiendo numerosos artistas crítica y comercialmente exitosos.

## Escena alternativa y underground
En los primeros años 1990, algunos de los MC's con más talento apertura de miras de Los Ángeles acudían al Good Life Cafe para poner a prueba sus habilidades y desarrollar su arte. Músicos como Del Tha Funkee Homosapien, Abstract Rude, Ahmad, Freestyle Fellowship, Jurassic 5, the Pharcyde, Skee-Lo, un pre-The Dogg Pound Kurupt y muchos otros tocaron allí en las noches de micro abierto de los jueves desde finales de los ochenta hasta mediados de los noventa.